# Yamaha XV 125 Virago
La XV 125 Virago è una motocicletta tipo custom facente parte della serie XV prodotta dalla Yamaha, serie caratterizzata dalla presenza di un motore bicilindrico a V e di cui la XV 125 rappresentava il modello di minor cilindrata. 
La prima presentazione del modello da 125 cm³ risale al 1997 ed è rimasta in catalogo fino al 2004.
Il motore a quattro tempi è alimentato attraverso un unico carburatore, il cambio è a 5 marce e la trasmissione finale è a catena.
Vista la sua destinazione d'uso le prestazioni migliori offerte sono un basso consumo di carburante mentre non sono particolarmente rimarchevoli quelle di velocità. Anche l'impianto frenante è in linea con le prestazioni ed è composto da un freno a disco singolo all'anteriore e da un freno a tamburo sulla ruota posteriore.
L'impianto delle sospensioni è con una classica forcella all'anteriore ed una coppia di ammortizzatori al retrotreno.
Durante tutti gli anni di produzione queste caratteristiche tecniche, nonché i principali tratti estetici, sono rimaste pressoché invariate.